# Šumećani
Šumećani is een plaats in de gemeente Ivanić-Grad in de Kroatische provincie Zagreb. De plaats telt 494 inwoners (2001).